# Баснин, Василий Николаевич
Василий Николаевич Баснин (1799, Иркутск — 1876, Москва) — русский купец, меценат и коллекционер. Иркутский городской голова (1850—1852).

## Биография
Представитель купеческой семьи Басниных. Предками были крестьяне — выходцы из Холмогор. Жили в верховьях Лены в деревне Орленьга. Дед Василия Николаевича торговал мукой по Лене и в Якутске. На Лене одна из скал называлась Баснинская тёлка. Его отец, Николай Тимофеевич Баснин взял питейный откуп в Иркутске. Позднее торговал пушниной в Кяхте, занимался торговлей чаем и другими товарами на Макарьевской ярмарке; в 1812 году вместе с братьями основал «Торговый дом Басниных».
Василий Баснин родился 16 декабря 1799 года в Иркутске. Работал в семейном бизнесе в Кяхте с 12-летнего возраста. Среди китайских купцов был известен по имени Ва-Синь-Ко. Был записан в кяхтинское купечество. Ездил по делам торгового дома в Москву и на Макарьевскую ярмарку. В начале 1820-х женился на дочери купца Портнова.
Занимался самообразованием. Изучал историю и естественные науки, в особенности ботанику. В Иркутске познакомился с ботаником Н. С. Турчаниновым. Открыл новый вид кувшинок, которому дал название Nymphaea basniniana. В 1831—1850 годах возглавлял «Торговый дом Басниных». До 1840 года большую часть времени жил по работе в Кяхте, летом работал на Макарьевской ярмарке, осень и часть зимы проводил в Иркутске. Затем поселился в Иркутске.
В 1834 году разбил в Иркутске «Баснинский сад» (не сохранился). Баснин жертвовал деньги на воспитание сирот. В 1841—1844 годах он был старшим попечителем, а затем директором Сиропитательного дома Е. Медведниковой. В 1851 году стал членом Русского географического общества. В 1850—1853 годах служил городским головой в Иркутске. Потратил около 70 тысяч рублей на поиск и добычу золота, но золота не нашёл.
Много помогал Баснин ссыльным декабристам. А. Н. Муравьев так писал об этом: «Могу ли не любить, не уважать, не чтить все, что носит имя Баснина! Вы нас приняли как друзей в бывшей холодной для нас, а для Вас теплой Сибири; Баснины сроднили и нас с Сибирью и для нас согрели Сибирь».
Получил в наследство от родителей и дяди около 300 тысяч рублей. Закрыл торговлю в Кяхте и Нижнем Новогороде. Выехал из Иркутска. Свою библиотеку подарил Иркутской семинарии. Непродолжительное время семья Басниных жила в Санкт-Петербурге, Киеве, Одессе и Харькове. В 1858 году поселились в Москве.
Баснин собрал большую коллекцию гравюр западноевропейских и русских художников, а также материалов по истории Сибири.
Умер в Москве 29 января (10 февраля) 1876 года. Похоронен на кладбище Алексеевского женского монастыря.

## Сочинения
В «Чтениях Московского Общества Истории и Древностей Российских» за 1875 год напечатаны сообщённые В. Н. Басниным:
1. «Копии с бумаг об иеромонахе Арсении, бывшем митрополите Ростовским, находившемся в заточении в Нерчинском Успенском монастыре» (кн. I, стр. 131—143);
2. «Историческая записка о китайской границе, составленная советником Троицко-Савского пограничного правления Сычевским в 1846 г.» (кн. 2, стр. 1—292);
3. «Восточная Сибирь, записка о командировке на остров Сахалин капитан-лейтенанта Подушкина» (ib., стр. 103—138);
4. «О посольстве в Китай гр. Головкина» (кн. 4, стр. 1—103).

## Дети
- Баснин, Иван Васильевич (1835—1898) — горный инженер.
- Баснин, Николай Васильевич (1843—1918) — адвокат, коллекционер.

## Память
В честь Василия Баснина получила название Баснинская улица в Иркутске (в советское время переименована в улицу Свердлова).